# Några ord till min kära dotter, i fall jag hade någon
"Några ord till min k. dotter, i fall jag hade någon" är en dikt skriven av Anna Maria Lenngren. Den publicerades första gången den 25 april 1798 i Stockholms Posten.

## Om dikten
Diktens yttre ram är en lärodikt, där en moder talar om för sin dotter hur hon bör leva sitt liv. I dikten manar modern den unga dottern att inte ägna alltför mycket tid åt läsning, på det att "såsen ej må fräsa över", samt att underordna sig "bestämmelsen": "Sök ej at mannabragder hinna", och istället känna sin värdighet "i äran af at vara qvinna".
Både samtida och sentida läsare har haft olika uppfattningar om dikten verkligen är feministiskt ironisk, eller om den säger det hon själv menar.
I företalet till Skalde-försök (1819), en postumt utgiven samling av Anna Maria Lenngrens dikter med bland annat dikten Några ord..., skriver Nils von Rosenstein (1752–1824) "råden till Betti teckna med sanning hennes tankesätt och voro hennes egen lefnads regel". På liknande sätt ansåg Frans Michael Franzén (1772–1847) "författarinnan här ger uttryck åt sin egen uppfattning", och att hon levde som hon lärde.
I Karl Warburgs litteraturhistoriska översikt (1887) avvisas att dikten skulle vara uttryck för en konstituerande åskådning hos henne om hur världen borde vara, utan ett uttryck för hennes uppfattning av "hvad verldsklokheten bjöd", där hon "själf vunnit en bitter lefnadserfarenhet". Dikten beskrivs som en lärodikt, ett pärlband av epigram som "innehåller mycken sund lefnadsvisdom; det är fru Lenngrens praktiska, klara, från all öfverspändhet och allt pjunk fria förstånd som här framträder".
Efter 1970 har flera tolkningar tillkommit av annorlunda karaktär, där dikten tolkas utifrån kvinnans emancipation och ställer frågan om dikten är helt eller delvis ironisk. Ebba Witt-Brattström skriver 1973 att "Det är svårt att föreställa sig att denna förkämpe för kvinnosnillet skulle härbärgera en lika ivrig önskan att följa 'gyckeldockornas här' till 'Smakens tempel', det vill säga toalettbordet. Det är onekligen lättare att se den beskrivna reträtten som en första klassens ironi över henne själv, stackars 'lärda i stubb' som väninnorna häcklar för hennes urmodiga hatt." Hon skriver vidare att diktens karaktär av parodi blir uppenbar om man läser den tillsammans med den samtida Ålderdomströsten som i samma ironiska stil behandlar en okritisk mors förhållande till sin son. Dikten avslöjar den cyniska uppfostran av flickan till slav och pojken till herre, där resultatet blir en lastbar man som utan skrupler utnyttjar sina medmänniskor under sin vandring på den breda vägen.
Lars Elleström har studerat stilgreppet ironi hos kvinnliga svenska författare. Han menar dikten är ett sätt att ironisera över könsroller, där författaren håller upp en ”spegel” för det egna jaget istället för att ”satirisera männen och mansrollen”.

## Utgåvor
- ”Några ord till min k. dotter, i fall jag hade någon”. Stockholms Posten. 25 april 1798. http://litteraturbanken.se/#!/forfattare/LenngrenAM/titlar/NagraOrdTill/info. Libris 18094191
- Lenngren, Anna Maria; Rosenstein Nils von (1819). Skalde-försök af Anna Maria Lenngren. Stockholm, tryckte hos Olof Grahn, 1819 [Elektronisk resurs]. Stockholm: (Grahn. Libris 19507851. http://urn.kb.se/resolve?urn=urn:nbn:se:kb:eod-2428973
- Några ord till min k. dotter... på Litteraturbanken
- Några ord till min k. dotter ... på Wikisource